# George Lorenz von Pirch
George Lorenz von Pirch (* 5. März 1730 in Klein Nossin; † 18. Oktober 1797 in Krzanowitz im Landkreis Cosel) war preußischer Generalmajor.

## Leben

### Herkunft
George Ernst entstammte dem alten pommerschen Adelsgeschlecht Pirch. Seine Eltern waren der polnisch-kursächsische Hauptmann sowie Erbherr auf Klein Nossin, Podel und Daber, Georg Ernst von Pirch (1695–1765) und dessen Ehefrau Dorothea Elisabeth Luise, geborene von Somnitz aus dem Hause Beversdorf (1701–1781). Er hatte zwölf Geschwister, darunter die beiden preußischen Generale Franz Otto von Pirch (1733–1813) und Nikolaus Heinrich von Pirch (1736–1808) sowie den französischen Oberst Johann Ernst von Pirch (1744–1783).

### Militärkarriere
Seine Erziehung erhielt Pirch wie seine beiden Brüder Johann Ernst von Pirch und Franz Otto von Pirch in Dresden beim Onkel. 1744 wurde er Fähnrich und stand 1751 als Sekondeleutnant bei der sächsischen Leib-Garde. 1756 geriet er nach der Belagerung bei Pirna in preußische Gefangenschaft.
Noch 1756 erhielt er eine Anstellung als Kapitän im preußischen Infanterieregiment „von Wylich“ Nr. 21, wurde dort Kompaniechef und nahm an der Schlacht bei Roßbach teil. Noch am Ort des Geschehens erhielt er den Orden Pour le Mérite. 1758 war er für kurze Zeit Adjutant des Prinzen Heinrich von Preußen an der Sächsischen Grenze, diente jedoch ab 1759 dem König als Flügeladjutant und wurde unmittelbar nach der Schlacht bei Liegnitz zum Major befördert. In der Schlacht bei Torgau geriet er in Österreichische Gefangenschaft.
1763 war er Major bei der Königlichen Fußgarde und wurde mit der Diplomatischen Begleitung der türkischen Gesandtschaft Sultans Mustafa III. beauftragt. Er empfing die Gesandtschaft bei Tarnowitz, geleitete diese nach Berlin und führte sie 1764 wieder bis an die Grenze bei Kreuzburg. Selben Jahres wurde er Ritter des Johanniterordens.
Am 15. Juni 1771 wurde Pirch Oberst und 1773 Kommandeur im Infanterieregiment „von Lengefeld“ Nr. 52. 1777 wurde er neuer Chef des Garnisonsregiments „von Tümpling“ Nr. 2 mit Standort in Schidlitz bei Danzig.
Ab 1785 erhielt Pirch Versorgung, eine Wiederindienststellung wurde abgelehnt. So wurde er 1793 letztmals befördert, zum Generalmajor.
Pirch war Erbherr auf Klein Nossin, das er nach 400-jährigem Familienbesitz an die Familie von der Marwitz verkaufte, sowie durch Heirat auch auf mehreren Gütern bei Oppeln, wo er seinen Lebensabend beschloss.

### Familie
Pirch vermählte sich 1765 mit Henriette Karoline Maximiliane von Neefe und Obischau († 26. Februar 1806). Aus der Ehe gingen zwei Töchter hervor. Die älteste Tochter Henriette (* 1. September 1766) starb kurz nach der Geburt. Die Zweite Maximiliane Amalie (* 1768; † 3. August 1828) heiratete den Hauptmann Raymund Casafranca von St. Paul (* 1757; † 10. August 1810). Seine Frau war Vollwaise aber Erbe der Güter Krzanowitz, Langelieben und Nimsdorf.